# دریای ساردینیا

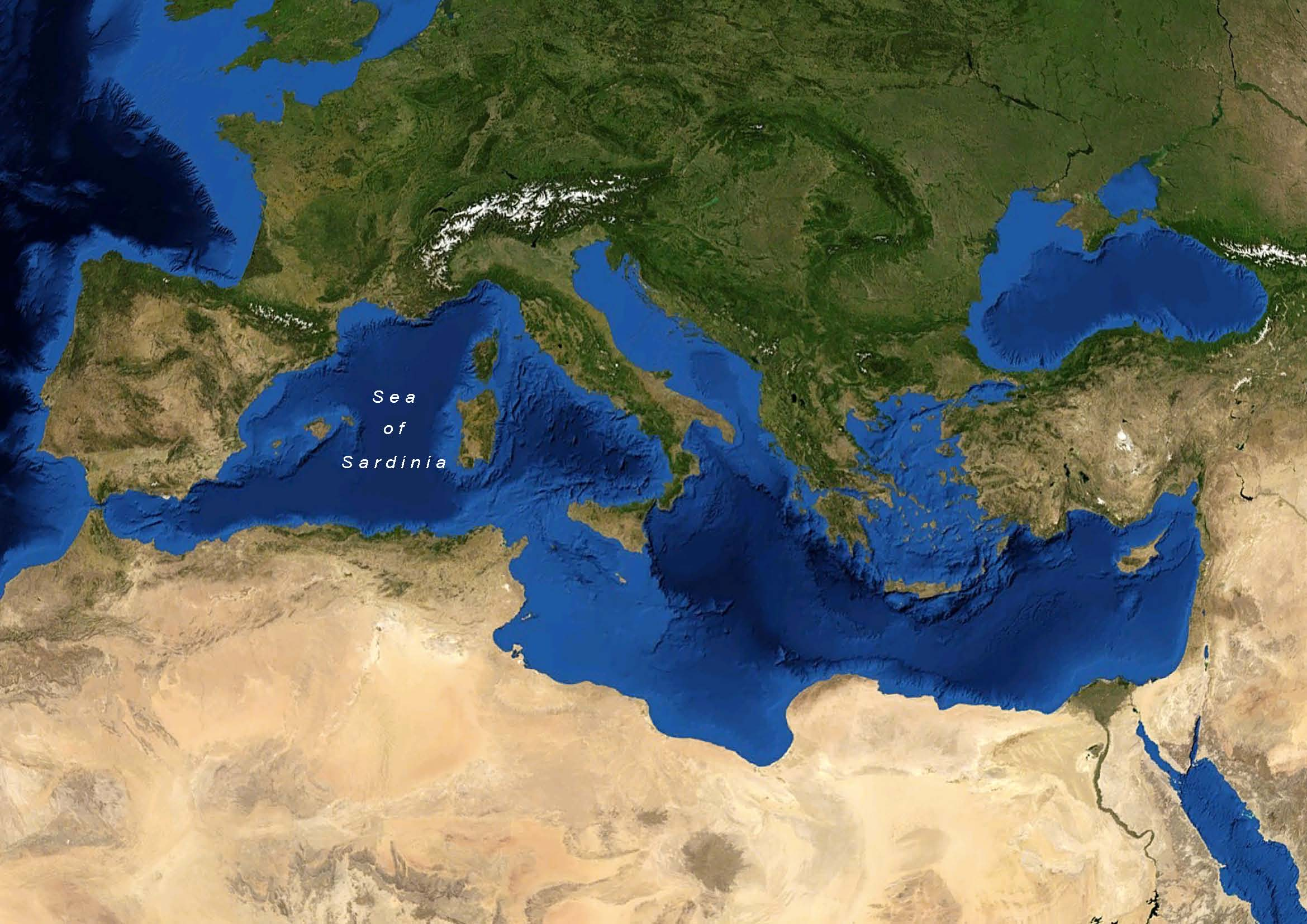
محل دریای ساردینیا در دریای مدیترانه.

دریای ساردینیا (انگلیسی: Sea of Sardinia) پهنه‌ای آبی است در دریای مدیترانه.
دریای ساردینیا از سوی شرق به جزیرهٔ ساردینیای ایتالیا و از سمت غرب به شبه‌جزیره اسپانیا و جزایر بالئاری محدود می‌شود.
ژرف‌ترین نقطه دریای ساردینیا حدود ۳ هزار متر عمق دارد که محل آن حدود ۱۵۰ کیلومتری جزیره مینورکا است.
سازمان آب‌نگاری بین‌المللی نام دریای ساردینیا را به‌رسمیت نمی‌شناسد و این ناحیه را با عنوان کلی حوضه غربی دریای مدیترانه تعریف می‌کند.